# Медіаекологія
Медіаекологія (англ. Media ecology) — міждисциплінарна галузь медіазнавства та медіа-дизайну, яка вивчає вплив символічних систем і технологій на соціальну організацію, пізнавальні процеси, політичні і філософські ідеї людського суспільства.
За даними Асоціації Медіа Екології, медіаекологію можна визначити як «вивчення медіа-середовища; ідея, що технології і методи, модулі інформації і коди комунікації відіграють провідну роль у людській діяльності».

## Основні положення медіаекології
Основні положення медіаекології :
1. характер концептуалізації дійсності в людській свідомості залежить від ряду біологічних і технічних чинників, а також від кодових систем, які використовуються для подання інформації;
2. засоби кодування і передачі інформації не нейтральні, вони певним чином впливають на те, як людина сприймає зовнішній світ;
3. оскільки людська культура безпосередньо залежить від комунікації, зміни в комунікативній моделі призводять до серйозних ідеологічних і епістемологічних наслідків для екології культур;
4. попри виникнення нових засобів комунікації, мова як і раніше займає провідне місце в людському спілкуванні, і саме їй потрібно віддавати пріоритет в медіа-екології [3].

## Концепція М. Маклуена
«Батьком» медіаекології вважають канадського соціолога й культуролога М. Маклуена (Mcluhan), який першим відзначив всеосяжний вплив на людське суспільство нових засобів комунікації. Вони, на його думку, визначають зміну історичних епох, витісняють колишні види мистецтва і спілкування й володіють здатністю переводити досвід минулого в нові форми. Маклуен аналізує комунікативні функції різнорідних предметів культури: мови, грошей, шляхів, друку, науки, комп'ютерів, телебачення і т. д., які стають технологічним продовженням людських органів чуття і радикальним чином впливають на стиль життя, ціннісні орієнтири, сприйняття світу («сенсорний баланс») і соціальну структуру суспільства. Обплутаний електронними мережами світ перетворюється на «глобальне село», де скасовані простір і час, а життя кожного індивідуума проноситься «зі швидкістю світла».